# Evanton
Evanton (Gaelisch:Baile Eòghainn) is een stad in het oosten van de Highlands (Ross), Schotland. De stad heeft een populatie van 1105. Het wordt gevestigd tussen de rivier Sgitheach en de rivier Allt Graad. Evanton werd opgericht in 1807 door Evan Fraser van Balconie.